# Zarpa (banda)
Zarpa es un grupo de heavy metal español formado en 1977 en Mislata, Comunidad Valenciana. Han sido considerados el primer grupo de metal de España.

## Biografía
En 1977 se juntaron cuatro adolescentes de Mislata, Valencia, que con tan sólo 15 y 16 años formaron uno de los grupos pioneros del rock duro español; le pusieron el nombre de Wolframio y en ese primer año se dedicaron a aprender a tocar en un local que tenían en la población de Manises. Los componentes eran Vicente Feijóo (voz y guitarra), Eduardo Feijóo (bajo y coros), Vicente Catalá (guitarra) y Jesús Martínez (batería).
A finales de 1977 Vicente Catalá deja el grupo y entra Javier Hervías, desde ese momento el grupo empieza a madurar, decide cambiar el nombre por el de Zarpa Rock -luego acortado a Zarpa- y pronto componen y graban su primer trabajo llamado Los 4 Jinetes del Apocalipsis, el cual es distribuido en casete por el grupo en sus conciertos (de este álbum se ha hecho en 2007 una reedición en CD por el sello Catalán Iberian Rocks! y distribuido por Guerssen Records).
Por ese entonces el grupo abre para el legendario cantante de Deep Purple Ian Gillan durante sus shows en España, y para artistas nacionales como Triana, Ñu y Leño, entre otros.
A finales de 1979 los componentes adelantan el servicio militar para poder seguir con el grupo todos a la vez, ya que la diferencia de un año y año y medio entre algunos de los componentes podía haber hecho muy larga la espera hasta la salida de todos para poder continuar con Zarpa. Durante este periodo se graba una maqueta llamada Adictos al crimen que no logra editarse hasta 2012.

### Años 80
En 1981 Zarpa vuelve otra vez a la carga y comienza a hacer actuaciones por diferentes lugares de la provincia y fuera en otras provincias del territorio nacional. Ese año hay más de 70 ayuntamientos que contratan a Zarpa y otros eventos relacionados con el rock, ese año también contactan con Jesús Ordovás, quien hizo posible la movida madrileña, y se graba otra maqueta en la que quedan registradas las canciones que llevan durante esta gira en directo. El nombre de este trabajo es Zarpasaurio, que tampoco se edita ese año, se hará posteriormente en 2012 en una edición limitada en vinilo.
En 1983 editan su primer LP de vinilo, Ángeles o demonios, que ve la luz por intermedio del pequeño sello Xirivella Records, un trabajo autofinanciado y grabado tan solo en 24 horas.
En 1985 El grupo graba su siguiente LP Herederos de un imperio, grabado en los estudios Doubletronix de Madrid y son fichados por Twins Records, discográfica de carácter nacional.
Zarpa ese año consigue entrar en los 40 principales, son invitados a importantes festivales y logran grandes ventas en los establecimientos de la cadena El Corte Inglés.
En 1985 el grupo sufre la parada forzosa de su carrera a causa del accidente casi mortal de su productor, en ese año el grupo se encierra en el ensayo y compone otro trabajo que nunca llegó a ser editado y que se grabó como maqueta, llamado Progreso.
En 1986, el grupo vuelve a la carga y organiza el concurso "Canaan Rock 86" en el cual logran reunir a más de 50 grupos de este género musical y comienzan otra andadura de exitosos conciertos y una gira por Suiza y Francia en 1987, no menos exitosa, tanto que graban su siguiente LP en Ginebra (Suiza) en los estudios Aquarius; primero se grabó una maqueta llamada En ruta hacia Europa en 1987 de este trabajo, y luego en Ginebra el resultado final de la grabación cambiado por el productor y por falsas perspectivas lo desvirtúan y sale un producto híbrido que nada tiene que ver con el grupo y la grabación se desecha.
En ruta hacia Europa ve la luz en CD, recién en 2003.
En la segunda mitad de los años 1980 el rock empieza a caer en desgracia, y ya en 1988 el grupo deja de actuar y comienza la decadencia y la separación de esta formación. 

### Años 90
En 1992 se graba otra maqueta de 5 temas llamada Como una locomotora pero queda en el cajón del olvido y finalmente esta formación se deshace definitivamente. Para entonces los componentes eran Vicente Feijóo (voz y guitarra), Eduardo Feijóo (bajo y coros), Javier Hervías (guitarra y coros) y Jesús Martínez (batería).
En los 90 Vicente Feijóo se enfrenta solo a seguir con el proyecto de su vida pero con muchas dificultades para encontrar los componentes ideales, en esta década se dedica a componer. 
En 1995 edita un trabajo en solitario llamado Solar Signs y en el que colaboran diversos músicos del panorama valenciano.
Tras este trabajo recopila una colección de temas instrumentales llamada Recuerdos del Paraíso, no editada, y luego hace dos CDs más: Bajo el fuego y Viviendo en éxodo, ninguno de los tres editados hasta 2015.
En 1999 Zarpa se une con una nueva y pasajera formación para tocar en un concierto benéfico que se hizo en Mislata, es a partir de ese momento cuando Zarpa vuelve otra vez a la carga.

### Años 2000
En el año 2000 aparece un CD independiente titulado Zeta con 8 nuevas canciones, primer trabajo editado del grupo en 15 años.
En 2002 Zarpa graba y edita otro CD llamado Luchadores de la paz con un sello independiente del que se venden 2 ediciones completas.
En 2004 fichan por el sello Alemán Karthago Records y graban y editan un nuevo trabajo llamado Infierno, el cual es editado desde Alemania y distribuido por todo el mundo, Japón, Rusia, Polonia, EE. UU., etc.
Esta es la mejor etapa desde la época gloriosa del grupo, con esta formación por fin Vicente ha encontrado la banda ideal, tras exitosos conciertos la banda ha sacado al mercado su nuevo trabajo también editado en Alemania llamado El yunque contra el martillo.
En 2009 han editado Iberia. Un trabajo que incluye un DVD del concierto 30 aniversario grabado en la Sala Fusión de Masanasa en 2007.
En 2012 se edita Las puertas del tiempo, con un sonido cada vez más contundente y lleno de las armonías que caracterizan a la banda, además del vinilo limitado Zarpasaurio, con viejas grabaciones inéditas.
En 2014 sale a la venta "Bestias del poder", nuevo disco que fue catalogado como mejor disco nacional de ese mismo año en la web diosesdelmetal.org.
En octubre de 2015 el guitarrista Rafa Játiva, después de 20 años en Zarpa, se ve obligado a dejar la banda por incompatibilidad con su otro trabajo. En su lugar entra como nuevo miembro Serafín Mendoza, con el que Zarpa graba en estudio en 2016 el nuevo álbum "Dispuestos para atacar".
Viento divino de 2019, y la dupla de discos Canciones para el nuevo orden de 2021 representan tres nuevas grabaciones de Vicente Feijóo y su grupo para empezar la década del 2020.

## Componentes
Vicente Feijóo: voz y guitarra
Vicente Romero (Hueso): bajo y coros
Serafín Mendoza: guitarra
Bienvenido Godoy: batería

## Discografía
- 1978 - Los 4 Jinetes del Apocalipsis
- 1983 - ¿Ángeles o demonios?
- 1985 - Herederos de un imperio
- 2000 - Zeta
- 2002 - Luchadores de la paz
- 2003 - En ruta hacia Europa
- 2004 - Infierno
- 2007 - El yunque contra el martillo
- 2009 - Iberia
- 2012 - Adictos al crimen
- 2012 - Las puertas del tiempo
- 2012 - Progreso
- 2012 - Zarpasaurio (edición limitada en vinilo y CD)
- 2013 - Como una locomotora
- 2014 - Bestias del poder
- 2015 - Canciones para el libro prohibido - 1° parte
- 2015 - Canciones para el libro prohibido - 2° parte
- 2016 - Dispuestos para atacar
- 2017 - Castigados al exilio
- 2019 - Viento divino
- 2021 - Canciones para el nuevo orden - Imperia
- 2021 - Canciones para el nuevo orden - El loco
- 2023 - 999